# Scopaeina

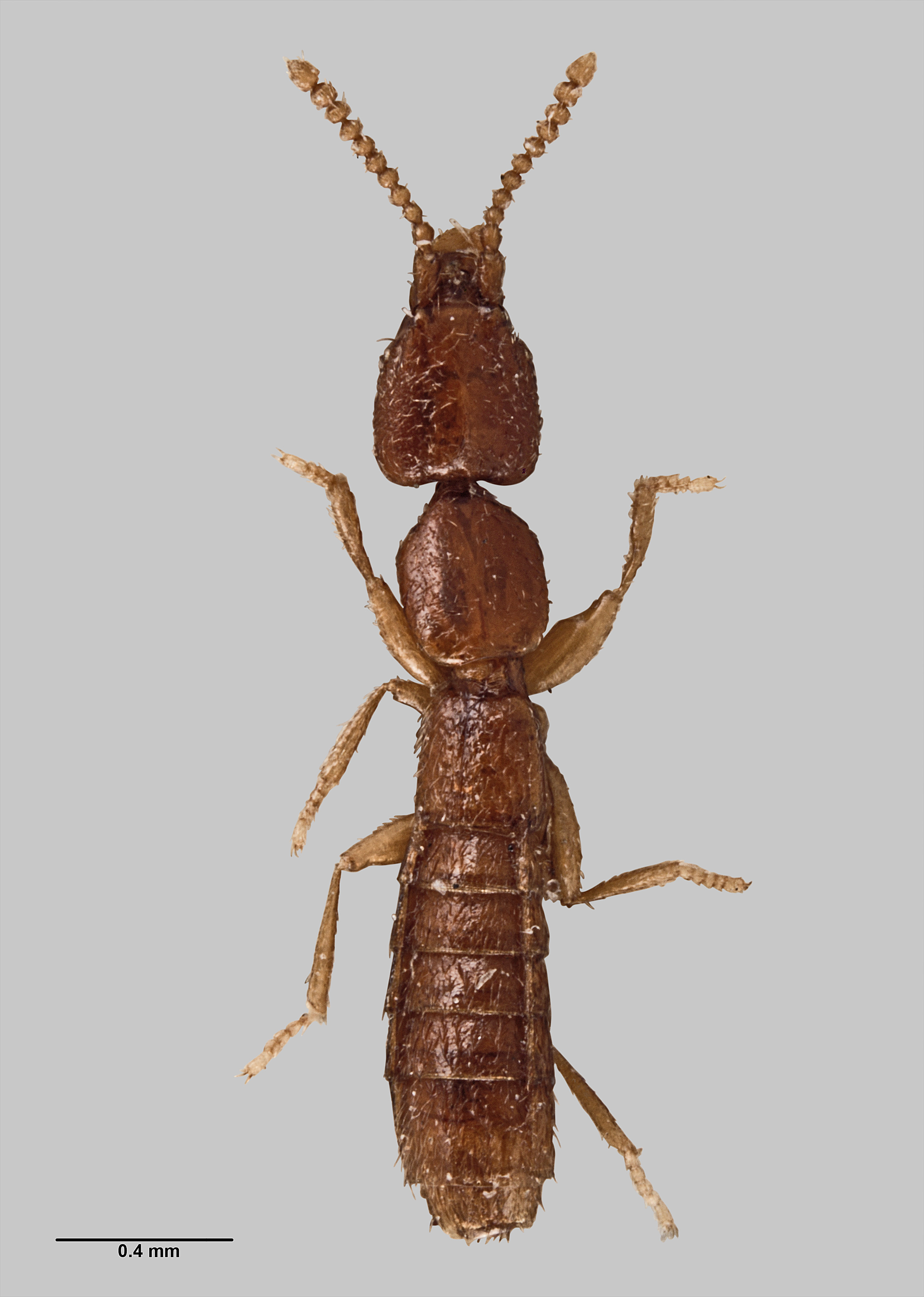
Scopaeus apterus

Scopaeina – podplemię chrząszczy z rodziny kusakowatych i podrodziny żarlinków. Obejmuje ponad 500 opisanych gatunków, sklasyfikowanych w 5 rodzajach. 

## Morfologia
Chrząszcze o mocno wydłużonym ciele długości od 1,8 do 6,6 mm.
Dłuższa niż szersza głowa ma czułki nie zgięte kolankowato o niewydłużonym przesadnie członie pierwszym oraz oczy zwykle ze szczecinkami między fasetkami. Charakterystyczna jest obecność trichobotrium w owalnym do wydłużonego wklęśnięciu przylegającym do grzbietowej krawędzi oka lub odsuniętym ku tyłowi na skroń. Aparat gębowy ma wykrojoną pośrodku przednią krawędź wargi górnej, przeciętnych rozmiarów ząbkowane żuwaczki z prostekami u nasady i bez rowków na powierzchniach zewnętrznych oraz głaszczki szczękowe o członie trzecim rozszerzającym się ku szczytowi, a niewielkim członie czwartym walcowatym z lekko nabrzmiałą nasadą. Warga dolna odznacza się szerokim, trójdzielnym, zwężonym ku niemal ostremu szczytowi przednim płatem języczka oraz dużymi pędzlami grubych szczecinek na przyjęzyczkach. Na guli brak punktów i owłosienia. Szyja ma listewkę nuchalną oraz pozbawiony żeberka podłużnego rowek nuchalny.
Dłuższe niż szerokie, najszersze na przedzie lub pośrodku przedplecze pozbawione jest listewki krawędziowej i trichobotrii. Powierzchnia tarczki jest owłosiona. Pokrywy mają listewkę submarginalną, natomiast pozbawione są listewki epipleuralnej. Przedtułów charakteryzuje długie i zwężone ku tyłowi furcasternum, z przodu zlane z płatem środkowym basisternum. Żeberko międzybiodrowe przedpiersia jest nożowate. Panewki przednich bioder otwarte są z tyłu. Przetchlinki śródtułowia są małe i odseparowane od elementów sąsiednich. Na śródpiersiu brak jest pośrodkowego żeberka. Furcasternum śródtułowia jest krótkie i szerokie.
Odwłok cechuje się trójpłatową przednią krawędzią drugiego sternitu, zaopatrzonym w nasadową listewkę poprzeczną sternitem trzecim oraz sternitami od trzeciego do siódmego oddzielonymi od tergitów parą laterowentrytów. Tergit dziewiąty ma głęboko wykrojoną krawędź tylną, u samicy jest symetryczny, u samca zaś może być niesymetryczny. Samica ma płytkę gonokoksalną podzieloną na dwa długie elementy boczne nierozdzielone na proksymalne i dystalne gonokoksyty. Samiec ma edeagus pozbawiony paramer lub z paramerą wykształconą w postaci krótkiego płatka przylegającego do płata środkowego.

## Taksonomia
Takson ten wprowadzony został w 1878 roku przez Étienne’a Mulsanta i Claudiusa Reya pod wernakularną nazwą Scopéates. Zlatynizowaną nazwę Scopaeina wprowadził w 1889 roku Georg K.M. Seidlitz. Alternatywnej latynizacji Scopaei jako pierwszy użył w 1905 roku Thomas Lincoln Casey. Rewizji podplemienia i uwspółcześnienia jego diagnozy dokonał w 2023 roku Lee Herman.
Do podplemienia tego zalicza się ponad 500 opisanych gatunków, sklasyfikowanych w pięciu rodzajach:
- Hyperscopaeus Coiffait, 1984
- Orus Casey, 1885
- Micranops Cameron, 1913
- Scopaeus Erichson, 1840
- Trisunius Assing, 2011